# Стори Сити (Ајова)
Стори Сити (енгл. Story City) град је у америчкој савезној држави Ајова. По попису становништва из 2010. у њему је живело 3.431 становника.

## Демографија
Према попису становништва из 2010. у граду је живело 3.431 становника, што је 203 (6,3%) становника више него 2000. године.
| Група             | 2000.         | 2010.         |
| Белци             | 3.184 (98,6%) | 3.281 (95,6%) |
| Афроамериканци    | 9 (0,3%)      | 11 (0,3%)     |
| Азијати           | 12 (0,4%)     | 13 (0,4%)     |
| Хиспаноамериканци | 14 (0,4%)     | 106 (3,1%)    |
| Укупно            | 3.228         | 3.431         |